# Bateau d'intérêt patrimonial
Pour les articles homonymes, voir BIP.
Le label « Bateau d'intérêt patrimonial » (BIP) est décerné en France, par une commission de l'association "Patrimoine maritime et fluvial" (P.M.F.). Des arrêtés ministériels portent labellisation et exonération du droit annuel de francisation et de navigation des bateaux d’intérêt patrimonial.

## Attribution
Pour avoir droit au label BIP, un bateau doit respecter au moins l’un des trois critères suivants :
- Le témoignage humain : bateau témoin d’un homme et/ou de son "œuvre" ;
- Le témoignage conceptuel ou technique : bateau témoin d’un concept architectural particulier, d’un évolution technique remarquable ;
- Le témoignage évènementiel : bateau au palmarès sportif exceptionnel, ou ayant pratiqué une activité révolue ou selon des techniques révolues.

Le label est attribué pour une durée de 5 ans renouvelable. Selon la loi no 2006-1772 du 30 décembre 2006, les bateaux labellisés BIP sont exonérés du droit annuel de francisation et de navigation (DAFN).

## Bateaux labellisés
Le label Bateau d'Intérêt Patrimonial (BIP) concerne déjà plus de 1.000 bateaux (1160 en février 2019).
Il s'agit principalement de bateaux de mer, par exemple le misainier Sant-Voran ou la vedette La Horaine. Toutefois, depuis 2011, le label Bateau d'Intérêt Patrimonial (BIP) s'est étendu aux bateaux fluviaux et lacustres. Les huit premiers bateaux fluviaux et lacustres à avoir reçu ce label sont :
- le MS Blue Berry, automoteur berrichon,
- le Vénéranda, péniche au Freycinet « cul de poule » de 1929,
- le Korriganez, un tjalk néerlandais de 21 mètres à coque acier et dérives latérales datant de 1907,
- le Dame Jeanne et La Savoie, deux répliques de bateaux de charge du XIXe siècle,
- trois bateaux de plaisance en eaux intérieures : deux monotypes de Chatou, Quod Amo, et Nymphée, ainsi que Roastbeef, un 30 m2 du Cercle de la voile de Paris[3]

Quelques Bateaux d’Intérêt Patrimonial (BIP) :
| Nom                         | Type                                                  | Port d’attache        | Photo |
| --------------------------- | ----------------------------------------------------- | --------------------- | ----- |
| Aile VI                     | Voilier de course de type 8m JI                       | Noirmoutier-en-l'Île  |       |
| Albarquel                   | Ketch en bois                                         | Dieppe                |       |
| Amadeus                     | Ketch en fer, morutier                                | Sète                  |       |
| Amitié                      | Yole de Bantry                                        | Douarnenez            |       |
| Aquarius                    | Ketch en bois                                         | Vannes                |       |
| Au Gré des Vents            | Sardinier                                             | Port de La Turballe   |       |
| Bananec et Brunec           | Cotre des Glénans type I                              | Hendaye et Le Croisic |       |
| Belle Angèle                | Lougre chasse-marée                                   | Concarneau            |       |
| Belle-Étoile                | Dundee langoustier                                    | Camaret-sur-Mer       |       |
| Biche                       | Dundee thonier                                        | Lorient / Groix       |       |
| Black Joke                  | Bateau de plaisance                                   | Pornichet             |       |
| La Cancalaise               | Bisquine                                              | Cancale               |       |
| Canot de l'Empereur         | Canot de parade                                       | Brest                 |       |
| Cap Sizun                   | Sloop langoustier                                     | Audierne              |       |
| Catalina                    | Barque corse langoustière                             | Cagnes-sur-Mer        |       |
| Clymène                     | Bateau de compétition 12 m. J.I.                      | Bandol                |       |
| Corentin                    | Lougre caboteur                                       | Concarneau            |       |
| Crialeïs                    | Sinagot                                               | Île-aux-Moines        |       |
| Dalh-Mad                    | Sloop de bornage                                      | Landerneau            |       |
| Dame Périnelle              | Scute fluvial                                         | Savonnières           |       |
| Elfe                        | Voilier de 6 m. J.I.                                  | Noirmoutier-en-l'Île  |       |
| Enez Koalen                 | Sloop homardier                                       | Paimpol               |       |
| Escarmouche                 | Goélette de pêche                                     | Marseille             |       |
| Étoile de France            | Goélette à hunier                                     | Saint-Malo            |       |
| Étoile Molène               | Dundee thonier mixte                                  | Saint-Malo            |       |
| Étoile Polaire              | Ketch aurique                                         | Saint-Malo            |       |
| La Flâneuse                 | Tartane de type « martigane »                         | Marseille             |       |
| Fée des Marais              | Yole de Bantry                                        | Redon                 |       |
| Fleur des Ondes             | Langoustier dundee                                    | Saint-Malo            |       |
| François Monique            | Sloop coquillier                                      | Trouville-sur-Mer     |       |
| Fraternité                  | Yole de Bantry                                        | Brest                 |       |
| Le Grand Léjon              | Lougre de travail                                     | Saint-Brieuc          |       |
| Grand Norven                | Sloop sardinier                                       | Piriac-sur-Mer        |       |
| La Granvillaise             | Bisquine                                              | Granville             |       |
| La Horaine                  | Vedette du Service des phares et balises              | Paimpol               |       |
| Lady Maud                   | Cotre aurique                                         | La Trinité-sur-Mer    |       |
| Laïssa Ana                  | Yole de Bantry                                        | Villefranche-sur-Mer  |       |
| L'Esprit d'équipe (voilier) | Briant 58"                                            | Les Sables d'Olonne   |       |
| Lulu                        | Cotre aurique                                         | Sanary-sur-Mer        |       |
| Lys Noir                    | Yacht classique                                       | Granville             |       |
| Madelynn                    | Dundee langoustier                                    | La Trinité-sur-Mer    |       |
| Marie-Madeleine             | Cordier du Cotentin                                   | Saint-Vaast-la-Hougue |       |
| Motus                       | Freycinet                                             | Toulouse              |       |
| Nébuleuse                   | Dundee thonier                                        | Paimpol               |       |
| Notre Dame de Béquerel      | Forban du Bono                                        | Le Bono               |       |
| Notre Dame des Flots        | Ketch de pêche                                        | La Rochelle           |       |
| Notre-Dame des Vocations    | Thonier à voile et à moteur                           | Audierne              |       |
| Patchiku                    | Ligneur thonier                                       | Saint-Jean-de-Luz     |       |
| Pen Duick                   | Cotre franc aurique                                   | Lorient               |       |
| Pen Duick II                | Ketch marconi puis goélette                           | Saint-Pierre-Quiberon |       |
| Pen Duick III               | Goélette marconi                                      | Lorient               |       |
| Pen Duick V                 | Sloop Marconi                                         | Saint-Pierre-Quiberon |       |
| Pen Duick VI                | Ketch Marconi                                         | Lorient               |       |
| Popoff                      | Ketch aurique                                         | Île-Tudy              |       |
| Principat de Catalunya      | Goélette type « pailebot »                            | Port-Vendres          |       |
| Red Ar Mor                  | Sloop caseyeur                                        | Douarnenez            |       |
| Le Renard                   | Cotre à hunier, réplique d’un corsaire malouin        | Saint-Malo            |       |
| Saint-Gilles                | Remorqueur portuaire et de haute mer                  | La Rochelle           |       |
| Sant C'hireg                | Côtre à tapecul, réplique d'un langoustier de Camaret | Perros-Guirec         |       |
| La Savoie                   | Barque du Léman                                       | Évian-les-Bains       |       |
| Sinbad                      | Cotre bermudien                                       | La Rochelle           |       |
| Stemael IV                  | Sloop classique plan Sparkmans & Stephens 44 pieds    | Lorient               |       |
| Strand Hugg                 | Lougre dit « bourcet-malet »                          | Granville             |       |
| Telenn-Mor                  | Chaloupe sardinière                                   | Douarnenez            |       |
| Vert Galant                 | Sloop bermudien                                       | Noirmoutier-en-l'Île  |       |
| Vierge de Lourdes           | Caïque dite d'Yport                                   | Fécamp                |       |
| Viola                       | Cotre aurique                                         | L'Île-d'Yeu           |       |
| Vixit,                      | Porteur de Seine                                      | Plombières-lès-Dijon  |       |
| Winibelle II                | Cotre aurique                                         | Granville             |       |

La liste complète des Bateaux d’Intérêt Patrimonial (BIP) est disponible sur le site de l'association "Patrimoine maritime et fluvial" (P.M.F.), leur nombre allant croissant : par exemple le 16 juin 2011 le Rigolo, un misainier de Doëlan, un petit port de Clohars-Carnoët (Finistère) a reçu ce label.
Par ailleurs, des ports obtiennent désormais le label Port d'intérêt patrimonial.